# Antonio Marzano
Antonio Marzano (Roma, 18 febbraio 1935) è un economista ed ex politico italiano.
Presidente del Consiglio Nazionale dell'Economia e del Lavoro (CNEL) nella VIII consiliatura (2005 - 2010), confermato nella IX consiliatura fino a luglio 2015. Da luglio 2009 Presidente AICESIS (Associazione Internazionale dei Consigli Economici e Sociali ed Istituzioni Similari, in pratica i "CNEL del mondo"). Dal luglio 2011, terminato il biennio quale presidente Aicesis, è stato nominato presidente d'onore. Ministro delle attività produttive durante il Governo Berlusconi II.

## Biografia
Figlio di Carlo Marzano, Ragioniere generale dello Stato dal 1956 al 1967.
Professore ordinario di Politica Economica e Finanziaria e di Storia e Politica Monetaria, ha insegnato presso la facoltà di Scienze politiche della Sapienza di Roma, la LUISS-Guido Carli, la Facoltà di Economia e Commercio dell'Abruzzo, di cui è stato primo Preside. Vanta un'ampia pubblicistica, tra cui spicca la recente riedizione del suo libro "Politica Macroeconomica". È membro della Fondazione Italia USA.
Esponente di Forza Italia dalla fondazione nel 1994 (ha restituito la tessera n. 9 con l'assunzione della carica di Presidente CNEL).
Nel gennaio 1995 è indicato come ministro ai Trasporti nel governo Dini, ma rifiuta dopo 24 ore.
Eletto deputato alla Camera nel 1996 per Forza Italia, nel proporzionale, nella circoscrizione Veneto 1 con il ruolo di vice capogruppo fino al 10 aprile 1994 e poi di vice capogruppo vicario di Forza Italia alla Camera fino a fine legislatura.
Nel 2001 è rieletto deputato e viene indicato come Ministro delle attività produttive del secondo Governo Berlusconi.

### Al Ministero per le Attività Produttive
Tra i provvedimenti varati in qualità di Ministro delle attività produttive del Governo Berlusconi II vanno ricordati:
- la legge sul salvataggio delle imprese in crisi, nota per aver contribuito in modo determinante al salvataggio, tra le altre, della Parmalat e per la quale la municipalità di Collecchio (PR) gli ha conferito la cittadinanza onoraria;
- la legge sblocca centrali: per la costruzioni di nuove centrali energetiche, per la copertura del fabbisogno energetico della nazione;
- l'avvio della Borsa Elettrica e della liberalizzazione del settore energetico;
- la promozione dei Codici per la tutela della proprietà industriale ed intellettuale, quello sulle assicurazioni private, sugli incentivi alle imprese e quello sui consumi.

Tra gli altri provvedimenti approvati dal suo dicastero, c'è un decreto firmato il 24 marzo 2005 che ha vietato (a partire dal 19 luglio dello stesso anno) la vendita di acqua del rubinetto nei locali pubblici, obbligando i gestori a somministrare bottiglie di acqua minerale, pena una multa di alcune migliaia di euro.

Il provvedimento è stato giustificato con ragioni igienico-sanitarie in quanto l'acqua servita in bottiglia non presenta gli stessi rischi di quella portata nei bicchieri, lavati ma anche utilizzati da parecchie persone. In precedenza, l'acqua poteva essere fornita gratuitamente dai pubblici esercizi.

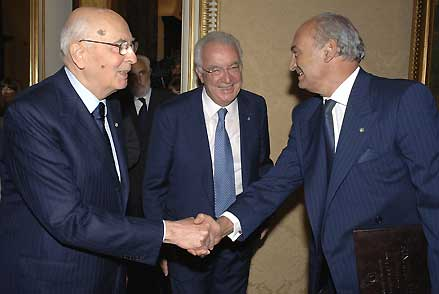
Marzano con il Presidente della Repubblica Giorgio Napolitano e il Presidente della Corte Costituzionale Annibale Marini nel 2006

Nel 2005 diviene Presidente del Consiglio Nazionale dell'Economia e del Lavoro (CNEL).

### Commissione Roma capitale
Ha presieduto, dal 25 settembre 2008 al 31 marzo 2009, la Commissione per il futuro di Roma Capitale. Istituita con ordinanza del sindaco di Roma Gianni Alemanno, la Commissione ha lavorato con l'obiettivo di "individuare le linee di sviluppo in grado di rafforzare il ruolo nazionale e internazionale della città di Roma, analizzare le criticità, creare una banca di proposte progettuali". Il Rapporto finale e il volume dedicato alle "schede progettuali" sono stati presentati il 12 maggio 2009 durante una conferenza stampa in Campidoglio.
Dalla motivazione ufficiale per l'assegnazione del Premio Scanno conferitogli il 15 settembre del 2007: "Antonio Marzano è persona ai vertici del mondo istituzionale...in contemporanea è significativamente inserito nel mondo accademico, come testimonia il suo magistero d'insegnamento...ha continuamente svolto un'attività scientifica di alto profilo". Viene proclamato vincitore del XXXV Premio Scanno in considerazione sia della sua attività accademica e scientifica sia del suo impegno in ruoli di alta professionalità istituzionale.

## Opere
- I crediti e i debiti dello Stato, relazione ISTAT, Roma, 1967.
- Politica economica dei grandi aggregati, Bari, 1972.
- Teoria e politica del grado di liquidità, Padova, 1977.
- La nuova instabilità, Novara, 1978.
- Politica macroeconomica, Torino, 2006.
- Roma, Porta dei Tempi, Roma, 2009.